# Заструга
За́стру́га (застру́г) — одна из форм снежного рельефа, неподвижный, вытянутый вдоль ветра узкий и твёрдый снежный гребень длиной до нескольких метров и высотой иногда до 1,5 м (обычно 20—30 см). Заструги формируются при ветровом разрушении (дефляции) плотных сугробов снега, имеют крутые наветренные и пологие подветренные склоны. Нередко в наветренной части заструги образуется небольшой карниз, так называемый «клюв» заструги. Заструги перемежаются ветровыми бороздами, которые возникают в результате вытачивания плотного снега переносимыми ветром снежными частицами. Большие поля заструг возникают на обширных выровненных пространствах, отличающихся постоянными сильными ветрами, в особенности на склоне крупных ледниковых покровов, где сильны стоковые ветры. Так как длинная ось заструг перпендикулярна направлению господствующих ветров в данной местности, их используют для определения преобладающего направления ветров на ледниковых покровах и снежных равнинах, они помогают ориентироваться при движении по снежной целине в условиях плохой видимости. В то же время заструги осложняют движение по снежной целине.

Суббота, 6 января [1912 года]. Высота 3190 метров. Температура −30 °C. Возникают препятствия. Вчера вечером мы попали в заструги [sastrugi]. Сегодня утром вышина их увеличилась, и мы теперь находимся в целом море острых мерзлых волн, памятных нам еще по нашему северному опыту. После первых 1,5 ч мы сняли лыжи и поплелись пешком. Местами идти было ужасно тяжело. В довершение всего каждая заструга [sastrugus] покрыта щетиной острых, ветвистых ледяных кристаллов. Прошли 6,5 мили. Если продолжится такая дорога, мы не сможем выполнять положенный себе урок. Ветра нет.— Роберт Фолкон Скотт. Дневники. 6 января 1912, суббота

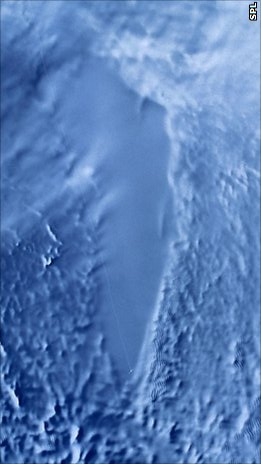
Огромное поле заструг видно на спутниковом радиолокационном снимке возле южной оконечности (слева на рисунке) озера Восток в Антарктике (спутник RADARSAT, NASA). Светлые и тёмные полосы в радарном изображении заструг обусловлены не светотенью, а различием в отражающей способности радиоволн, так как плотность и расположение снежных кристаллов различны на подветренном и наветренном склонах

Термин «заструги» является международным, попав в большинство языков из русского (в языках с латинской графикой обычно используется в форме множественного числа в виде sastrugi или zastrugi, в единственном числе в английском языке встречается вариант sastrugus с латинским окончанием).
Застругами иногда называют также песчаные или галечниковые подводные косы.